# Frente Patria Grande (Argentina)
O Frente Patria Grande é um partido político argentino de esquerda, formado em 27 de outubro de 2018, liderado pelo militante político Juan Grabois e conformado por diferentes organizações políticas e movimentos sociais. É parte da coalizão política Unión por la Patria.